# 세설신어

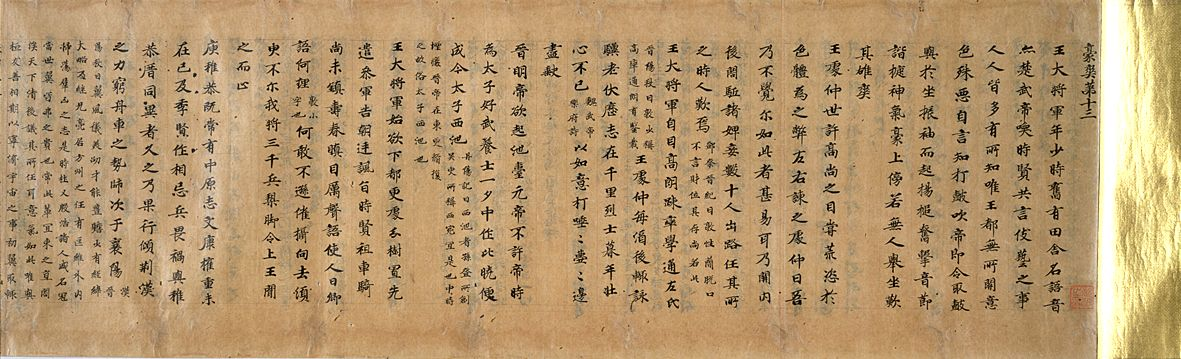
세설신어 (7 ~ 8세기)

《세설신어》(중국어: 世說新語)는 중국 남북조 시대의 송나라 출신의 정치인, 저술가인 유의경(劉義慶, 403년~444년)이 편찬한 중국 후한 말부터 동진까지의 문인, 학자, 승려, 부녀자, 제왕 등의 일화를 모은 책이다. 후대에 세설체 문학이라는 범주가 생길 정도로 큰 영향을 주었으며 조선과 일본으로 전해져 애독되었다. 등용문(登龍門), 난형난제(難兄難弟), 점입가경(漸入佳境), 소시료료(小時了了), 계군일학(鷄群一鶴)등과 같은 유명한 표현의 출전이다.

## 개요
저자인 유의경은 육조 송 무제(宋 武帝)의 조카로서 임천왕(臨川王)에 책봉되었다. 당시 지식인 사이에 유행되고 있던 인물 비평의 풍조를 배경으로 하여 후한 말부터 동진에 이르는 지식인들의 일화를 모아서 이 책을 저술하였다.
세설신어는 인물품평이 내용의 전반을 이루고 있으며 적당한 과장과 허구는 있지만 전설이나 기이한 이야가까지 담고있지는 않다. 해학과 풍자적인 표현이 많아 문학성과 함께 오락성이 뛰어나다.
길이가 100~400자 정도로 각 편은 짧으며 관련성은 없지만 유사한 내용을 담은 편들이 모여 편목을 이룬다. 인물의 성격에 따라서 덕행, 언어, 문학, 방정(方正), 호상(豪爽), 임탄(任誕), 검색(儉嗇) 등의 이름을 붙여 36편으로 분류되어 있다. 유교적 교화를 염두에 둔 분류라 할 수 있으며 종종 사회고발적인 면모도 보여준다.
인물 묘사는 진솔하고 함축적인 문체로 이루어져 있다. 세설신어가 그 문학성을 인정받고있는 지점이다. 구어 표현이 많아 생동감이 넘친다는 것도 한 특징이다.
인물평을 다룬 다른 책과 비교해서 간결한 표현으로, 인물이나 사건을 선명하게 전하는 이 책은, 문학작품으로서 높은 평가를 받고 있으며, 동시에 청담유행(淸談流行)의 실태 등 동란기(動亂期)에 사는 지식인의 모습을 아는 데에도 귀중한 자료가 된다. 위진남북조 시기의 지식인들 사이에서는 인물에 대한 고사를 잘 알고 인용하는 것이 문인들 사이의 내공겨루기와 같았기 때문에 더욱 세설신어가 많이 읽혔다.

## 주석서
양나라 유준(劉峻)이 400여 종의 서적을 인용하여 주를 달았으며, 인용한 대부분의 서적이 없어지고 주석을 통해 전해지기 때문에 중요한 가치를 지닌다.

## 속서(파생작)
세설신어의 속서 중 가장 중요한 것은 하씨어림과 세설신어보이다. 하씨어림은 하양준이 1550년에 간행했는데 세설신어가 양한에서 동진까지 300년 정도를 다룬다면 하씨어림은 양한에서 송원대까지 1500년 정도를 다루므로 세설신어에 없는 내용들이 다양하다. 세설신어와 겹치는 내용은 수록하지 않았다.
왕세정이 1556년에 간행한 세설신어보는 세설신어에서 80%, 하씨어림에서 30% 정도를 모아 세설신어의 체제에 맞게 재편집한 것이다. 총 1424조의 고사중에 세설신어쪽이 849조, 하씨어림쪽이 575조이다. 하씨어림보다는 세설신어를 문인들이 더 선호했었기 때문에 세설신어의 확장판에 가까운 세설신어보는 명대에 크게 유행했다.
세설신어를 모방해서 만들어진 후대의 세설체 문학이 있다. 이 책들은 세설신어의 문체와 제목, 체계 등을 명백하게 모방한 것들이지만 세설신어에는 못미친다는 평가를 받고있다. 하지만 세설신어와 다른 시대, 다른 내용을 다루고 있으므로 고유의 가치를 가진다.

### 목록

#### 남북조시대
- 송 : 우통지(虞通之)의 《투기(妬記)》 등.
- 양 :	심약(沈約)의 《속설(俗說)》, 은운(殷芸)의 《소설(小說)》 등.
- 북제 : 양개송(陽玠松)의 《담수(淡藪)》 등.

#### 당·송 대
- 당 : 유숙(劉肅)의 《대당신어(大唐新語)》, 이후(李垕)의 《남북사속세설(南北史續世說)》, 왕방경(王方慶)의 《속세설신서(續世說新書)》 등.
- 송 : 공평중(孔平仲)의 《속세설》, 왕당(王讜)의 《당어림(唐語林)》 등.

#### 명·청 대
- 명 : 하양준(何良俊)의 《하씨어림(何氏語林)》, 이소문(李紹文)의 《명세설신어(明世說新語)》, 정중기(鄭仲虁)의 《청언(淸言)》, 풍몽룡(馮夢龍)의 《고금담개(古今譚槪)》, 초횡의 옥당총어, 조유의 아세설, 조신의 설화록, 왕세정의 세설신어보 등.
- 청 :양유추(梁維樞)의 《옥검존문(玉劍尊聞)》, 오숙공(吳肅公)의 《명어림(明語林)》, 장무공(章撫功)의 《한세설(漢世說)》, 이청(李淸)의 《여세설(女世說)》, 왕탁(王晫)의 《금세설(今世說)》, 왕완(王琬)의 《설령(說鈴)》, 이연시의 남오구화록 등.

#### 중화민국 이후
- 역종기(易宗虁)의 《신세설(新世說)》 등.

이 책들 중 일부는 1996년 동방출판중심에서 역대세설정화역주 시리즈로 역주 및 선역되었다.

## 조선시대의 유통
세설신어보가 국내에 들어온 경로는 명 사신인 주지번을 통해서로 추정되는데 그것이 1606년이므로 중국에서 간행후 50년만에 들어온 것이다. 이후 중국 판본이 다양하게 들어왔을 뿐 아니라 숙종대에 새로 주조한 금속활자인 현종실록자로 긴행되었다. 국내간행 최고본은 1708년이다.
세설신어보가 방대한 분량이고 짧은 내용의 집합이므로 이후 등장인물의 성씨로 재배치한 세설신어성휘운본도 나왔다. 이는 세설신어가 국내에서 얼마나 열독되었는지를 보여준다.